# Carl Braunhofer
Carl Braunhofer (* 1799 in Mondsee; † 17. Mai 1846 in Nordhausen) war ein österreichischer Theaterschauspieler und -regisseur.

## Leben
Ursprünglich zum Theologen bestimmt, versuchte er sich 1819 als Sänger, missfiel jedoch und wandte sich da dem Schauspiel zu.
Das erste bessere Engagement fand er in Bamberg. Sein nächstes Engagement war Düsseldorf, danach folgte das Hoftheater in Detmold. Wegen der Kränklichkeit seiner Frau, der Sängerin Katharina Ravizza, verließ er Detmold jedoch bald.
Er begann mit Gastspielreisen. 1829 wurde er Mitglied des Hoftheaters in Mannheim, wo er auch als Regisseur wirkte.
Nach 15-jähriger künstlerischer Tätigkeit kehrte er durch Missverhältnisse mancherlei Art gezwungen, dieser Stätte den Rücken zu und wirkte nur noch gastierend.
Er starb am 17. Mai 1846 in Nordhausen an Lungenschwindsucht.
Sein Sohn Julius Braunhofer war ebenfalls Theaterschauspieler.